# Liste der Biografien/Wih
Liste der Biografien |
Portal Biografien |
Personensuche
# |
A |
B |
C |
D |
E |
F |
G |
H |
I |
J |
K |
L |
M |
N |
O |
P |
Q |
R |
S |
T |
U |
V |
W |
X |
Y |
Z |
?
 
Wa |
Wc |
Wd |
We |
Wh |
Wi |
Wj |
Wl |
Wn |
Wo |
Wr |
Ws |
Wt |
Wu |
Ww |
Wy |
Wz
 
Wia |
Wib |
Wic |
Wid |
Wie |
Wif |
Wig |
Wih |
Wii |
Wij |
Wik |
Wil |
Wim |
Win |
Wio |
Wip |
Wir |
Wis |
Wit |
Wiv |
Wiw |
Wix |
Wiz
Die Liste der Biografien führt alle Personen auf, die in der deutschsprachigen Wikipedia einen Artikel haben. Dieses ist eine Teilliste mit 12 Einträgen von Personen, deren Namen mit den Buchstaben „Wih“ beginnt.

## Wih

### Wiha
- Wihan, Franz (1908–1940), deutscher römisch-katholischer Geistlicher und Märtyrer
- Wihan, Hanuš (1855–1920), tschechischer Cellist und Musikpädagoge

### Wihe
- Wiherheimo, Toivo (1898–1970), finnischer Politiker (Nationale Sammlungspartei), Mitglied des Reichstags

### Wihl
- Wihl, Lazarus, deutscher Porträtmaler und Historienmaler der Düsseldorfer Schule
- Wihl, Ludwig (1807–1882), deutscher Altphilologe, Orientalist, Literat und Publizist
- Wihlborg, Charlotta, schwedische Badmintonspielerin
- Wihlidal, Nikolaus (* 1981), österreichischer Triathlet

### Wiho
- Wiho I. (772–804), Bischof von Osnabrück
- Wihoda, Martin (* 1967), tschechischer Historiker

### Wihr
- Wihr, Rudolf (1885–1936), deutscher Lehrer und Heimatforscher

### Wiht
- Wihthun, Bischof von Selsey
- Wihtred († 725), König von Kent